# I Am Bread
『I Am Bread』（アイアムブレッド）は、Bossa Studiosが開発した2015年のプラットフォーム・ゲーム。これまでにMicrosoft Windows、OS X、iOS、PlayStation 4、Ouya、Xbox One、Android版がリリースされている。プレイヤーはパンを操作し、衛生上危険な障害を回避しつつ、トーストにするのが目的である。リリース時は賛否両論で、ユーモアのある独特な設定や挑戦的なゲーム内容を評価する声もあれば、単調さや操作感の悪さを批判する声もあった。
続編として『俺は魚だよ』（原題: I Am Fish）が2021年にリリースされている。

## ゲーム内容
プレイヤーは食パンを操作し、汚れた床などの障害を回避しつつ、壁に張り付いたりジャンプして熱源まで移動し、トーストになることが目的となる。対応する4つのボタンを押すことでパンの四隅で物体の表面に掴まることができる。パンが焼ければ熱源が何であるかは問わず、ステージ次第ではヒーターやアイロンなどもゴール地点になりうる。床などの汚れた場所と接すると可食性ゲージが減っていき、ゲージが0%になるとゲームオーバーとなる。水面に落下するとすぐさまゲームオーバーとなる。物体の挙動は物理演算で処理されており、時折プレイヤーの予期せぬ挙動が見られることもある。
上記のストーリーモードを進めていくと新たに操作できるパンやゲームモードが開放される。プレイできるゲームモードとしては、クラッカーを操作してチーズを探すチーズハントモード、宇宙空間を舞台に食パンを操作する無重力モード、バゲットを操作してあらゆる物を破壊する暴走モードなどがある。また、『Goat Simulator』や『Team Fortress 2』とコラボしたステージやモードも実装されている。

## 評価
本作は全媒体合わせて200万本近く売り上げた。PS4版を対象にしたファミ通のクロスレビューでは平均7.8点を獲得し、操作や世界観は独特で高難度だとしつつ、クリア時の達成感、リトライ時に救済措置がある点が評価されている。操作感や挙動を悪いと批判する声もあり、GamesRadar+のSamuel Hortiは、やり込んで上達しないと楽しめない旨を述べている。
GAME Watchの記事では2014年にリリースされたバカゲーや奇ゲーと比較して絵面が地味であるとした一方で、他人のプレイを見るのが楽しいゲームだとも評しており、ライターの井上マサキも実況向きのゲームであると記している。